# Natixis Global Asset Management
Natixis Investment Managers es una compañía de gestión de activos y fondos de inversión de origen francés que cuenta con más de €776.400 millones de euros en capital inversión bajo administración en marzo de 2016. La compañía, con sede en París, es la segunda empresa de su sector en el mercado francés.  Sus clientes son inversores institucionales, compañías, bancos privados, distribuidores y asesores financieros o redes bancarias. La compañía es parte del grupo financiero francés Natixis.

## Historia
Natixis Global Asset Management fue creada en 2007 a través de una fusión entre Natexis Asset Management e Ixis Asset Management. La compañía primitiva Natexis era la compañía de inversiones y de administración de capitales del grupo Banque Populaire; Ixis, fundada en 1984, era la compañía de inversiones y administración de capital inversión del grupo francés Caisse d'Epargne.

## Actividades
La empresa está estructurada alrededor de seis unidades autónomas:
- Ingresos fijos: deuda soberana, inflación, crédito corporativo, crédito estructurado, obligaciones convertibles, crédito a corto plazo, instrumentos de mercados de activos.
- Capital inversión europeo: activos fundamentales y administración de grandes compañías europeas, medianas empresas europeas o empresas de seguros.
- Inversión y soluciones de cliente: fondos de pensiones, responsabilidad, empleados y ahorradores, consejos estratégicos y soluciones de ingeniería financiera.
- Global emergentes: inversiones en todo el mundo, moneda, países emergentes.
- Productos estructurados de gran volatilidad: Garantías estructuradas, asignación de inversiones flexibles y administración de volatilidad activa, arbitraje.
- Inversión responsable, manejado por la división de inversión dedicada, Mirova: administración y desarrollo sostenible global, ESG Europa, ahorros de empleados y ahorros de solidaridad, fondos de Infraestructuras.

## Filiales
- Dorval Finance, de la que Natixis Asset Management posee un 25%, está dirigida por Louis Bert y Stéphane Furet.
- VEGA Investment Managers es una compañía que pertenece en un 60% a Banque Privée 1818 y en un 40% a Natixis Asset Management.